# Боинг 787
Боинг 787 Дриймлайнер (на английски: Boeing 787 Dreamliner) е американски широкофюзелажен среден по размер реактивен авиолайнер с два двигателя, произвеждан от Boeing Commercial Airplanes. Проектиран е да превозва между 242 и 335 пътника в зависимост от конфигурацията и разпределението на седалките. Според фирма Боинг този модел самолет е първият авиолайнер, при който над 50% от фюзелажа е направен от композитни материали.
Преди 28 януари 2005 г. този модел е обозначаван с името „Боинг 7Е7“.
Първоначално се очаква самолети от този модел да започнат редовни полети през месец май 2008 година, но проектът среща многобройни забавяния. Първият полет е извършен на 15 декември 2009 г. Тестовите полети приключват средата на 2011 г.Този тип самолет е най-безопасният модел на Боинг и е конкурент с най-безопасния и модерен Еърбъс А350.B787 има 3 варианта:
B787-8
B787-9 
B787-10.
Този тип самолет има една авиационна катастрофа от типа B787-8 на авиокомпанията Air India,изпълняващ полет от Ахмедабад до Лондон Гетуик

## Сигурност
Поради физическата свързаност на управляващите и навигационни компютри на самолета с тези, позволяващи достъп на пътниците до интернет, теоретично съществува възможност сигурността на самолета да бъде застрашена от компютърни хакери.